# Klesiv
Klesiv (în ucraineană Клесів) este o așezare de tip urban din raionul Sarnî, regiunea Rivne, Ucraina. În afara localității principale, mai cuprinde și satul Puhaci.

## Demografie
Componența lingvistică a așezării de tip urban Klesiv
     Ucraineană (98,38%)
     Rusă (1,54%)
     Alte limbi (0,06%)
Conform recensământului din 2001, majoritatea populației așezării de tip urban Klesiv era vorbitoare de ucraineană (98,38%), existând în minoritate și vorbitori de rusă (1,54%).